# 嫩達茲

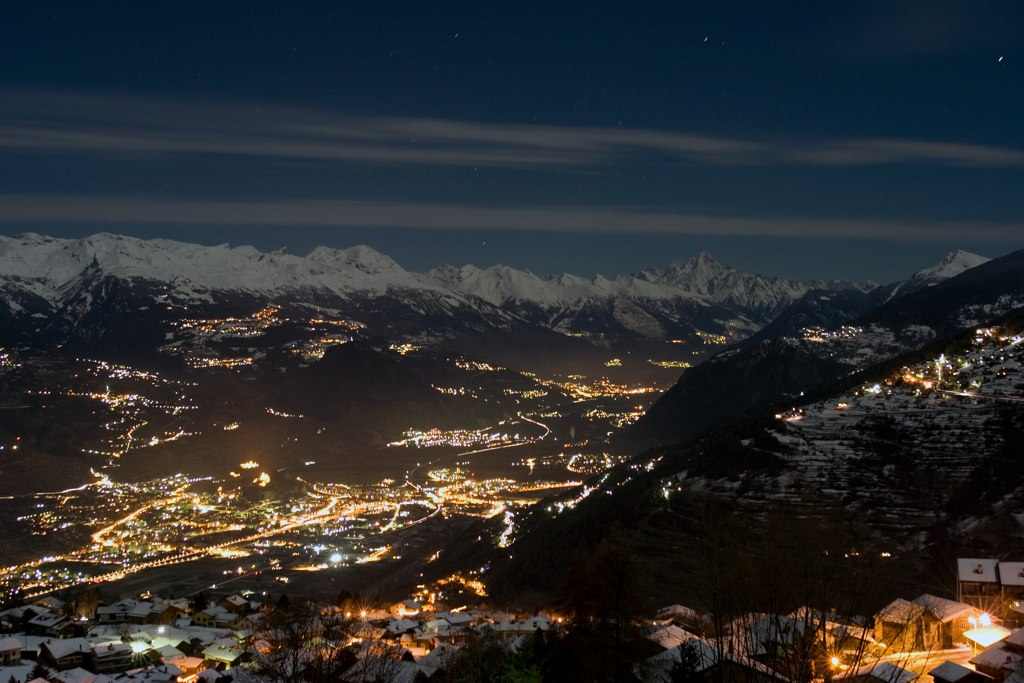

南達（Nendaz）是瑞士城鎮，位於該國南部瓦萊州境内，面積86.01平方公里，海拔高度1,252米，2011年人口6,025，八成半人口信奉羅馬天主教，人口密度每平方公里70人。

## 外部連結
- Official website （页面存档备份，存于） （法文）
- Tourism website （英文）
- Neige Aventure - Official Ski School Nendaz
- OnTheMountain Pro - BASI Ski & Snowboard Instructor Training Nendaz